# Ministerium für ökonomische Strategien (Israel)
Das Ministerium für ökonomische Strategie (hebräisch הַמִּשְׂרָד לאַסְטְרָטֶגְיָה כַּלְכָּלִית HaMisrad ləʾAstrategjah Kalkalīt) war ein Ministerium im israelischen Kabinett, das zwischen 1981 und 2009 die Amtsbezeichnung Ministerium der Wirtschaft und der Planung (מִשְׂרַד הַכַּלְכָּלָה וְהַתִּכְנוּן Misrad haKalkalah wehaTichnūn) führte. Daneben besteht das Ministerium für Wirtschaft und Industrie (Israel)

## Geschichte
Vom 5. April 1981 bis zum 16. September 1984 gab es ein ähnliches Ministerium, das Ministerium für Wirtschaft und Koordinierung (Minister of Economics and Inter-Ministry Coordination). Am 16. September 1986 wurde es als Ministerium der Wirtschaft und der Planung (Minister of Economics and Planning) wiederbelebt, aber im November 1995 wieder aufgelöst.
Seit März 2009 gibt es das Wirtschaftsstrategie-Ministerium (Economic Strategy Ministry), welches mit dem ehemaligen israelischen Ministerpräsident Benjamin Netanyahu besetzt wurde.

## Liste der Minister
| Minister           | Partei     | Legislaturperiode | Amtsdauer                                                                     |
| ------------------ | ---------- | ----------------- | ----------------------------------------------------------------------------- |
| Ja'akov Meridor    | Likud      | 19., 20.          | 5. August 1981 – 10. Oktober 1983 10. Oktober 1983 – 13. September 1984       |
| Gad Ja’akobi       | HaMaʿarach | 21., 22.          | 13. September 1984 – 16. September 1984 16. September 1986 – 20. Oktober 1988 |
| Jitzchak Modai     | Likud      | 23.               | 22. Dezember 1988 – 11. Juni 1990                                             |
| David Magen        | Likud      | 24.               | 22. Dezember 1988 – 11. Juni 1990                                             |
| Schimʿon Schitrit  | ʿAvoda     | 25.               | 13. Juli 1992 – 18. Juli 1995                                                 |
| Yossi Beilin       | ʿAvoda     | 25.               | 18. Juli 1995 – 22. November 1995                                             |
| Benjamin Netanjahu | Likud      | 32.               | 31. März 2009 – 18. März 2013                                                 |